# Præsidentvalget i USA 1876

Præsidentvalget i USA 1876 var det 23. præsidentvalget, der blev afholdt tirsdag d. 7. november 1876, hvor den republikanske kandidat Rutherford B. Hayes stod over for den demokratiske modkandidat Samuel J. Tilden. Det var et af de mest omstridte og kontroversielle præsidentvalg i amerikansk historie. Valget endte med forskellige forhandlinger mellem republikanerne og demokraterne, hvorefter et kompromis blev indgået.
Efter at den amerikanske præsident, Ulysses S. Grant, afviste at søge genvalg for en tredje periode på trods af, at man tidligere havde forventet dette, viste den amerikanske repræsentant James G. Blaine sig hurtigt som frontløberen for den republikanske nominering. Blaine var imidlertid ude af stand til at vinde flertal ved det republikanske nationalkonvent i 1876, som i stedet valgte Ohios guvernør Rutherford B. Hayes, som en kompromiskandidat.
Det demokratiske konvent i 1876 nominerede New Yorks guvernør, Samuel J. Tilden, ved den anden afstemning.
Valgresultaterne er fortsat blandt de mest omstridte nogensinde. Det er ikke bestridt, at Tilden modtog flest vælgerstemmer på nationalt niveau, men der var brede beskyldninger om valgsvindel, valgvold og anden frakendelse af hovedsageligt republikanske sorte vælgeres stemmer. Efter en første optælling af vælgerstemmerne havde Tilden vundet 184 valgmandsstemmer mod Hayes' 165, mens 20 stemmer fra fire delstater forsat var uafklaret. I Florida, Louisiana og South Carolina rapporterede begge partier, at deres kandidat havde vundet delstaten. I Oregon blev en valgmand udskiftet efter at være blevet erklæret ulovlig, idet denne blev erklæret som en "valgt eller udnævnt embedsmand." Spørgsmålet om hvem, der var berettiget disse valgmandsstemmer, er forsat en kilde til diskussion og kontrovers.
Der blev indgået en uformel aftale for at løse striden. Det såkaldte "Kompromis fra 1877" tildelte Hayes alle 20 valgmandsstemmer. Til gengæld for dette, og for derved at få demokraterne til at anerkende Hayes' sejr, gik republikanerne med til at trække føderale tropper tilbage fra syden og afslutte genopbygningen.
Valget i 1876 var det andet præsidentvalg i amerikansk historie, der så en præsidentkandidat vinde flest vælgerstemmer men ikke vinde selve valget. Til dato (pr. 2022) er det stadig det præsidentvalg, der står registeret med den smalleste valgsejr (185 mod 184), og det er samtidig det valg, der gav den højeste valgdeltagelse af den stemmeberettigede befolkning i amerikansk historie, på 81,8 %.
På trods af at han ikke blev præsident, var Tilden den første demokratiske præsidentkandidat siden James Buchanan i 1856 til at vinde et flertal af vælgerstemmerne.

## Eksterne links
- Baker, Peter (6. januar 2021). "You Think This Is Chaos? The Election of 1876 Was Worse". New York Times. Hentet 6. januar 2021.
- Hayes Presidential Library med essays fra historikere
- Præsidentvalg i 1876 fra Library of Congress
- Rutherford B. Hayes om valget i 1876: Original Letter Arkiveret 24. maj 2022 hos  Wayback Machine Shapell Manuscript Foundation
- 1876 folkeafstemning efter valgdistrikter
- Hayes vs. Tilden: Kontroversen om valgmandsstemmerne 1876–1877
- How close was the 1876 election? arkiveret hos  Wayback Machine (25. august 2012)  — Michael Sheppard, Massachusetts Institute of Technology
- Election of 1876 in Counting the Votes Arkiveret 18. december 2019 hos  Wayback Machine